# Sievekingia herklotziana
Sievekingia herklotziana är en orkidéart som beskrevs av Rudolph Jenny. Sievekingia herklotziana ingår i släktet Sievekingia och familjen orkidéer.
Artens utbredningsområde är Colombia. Inga underarter finns listade i Catalogue of Life.